# Instituto Español de San Francisco Javier para Misiones Extranjeras
Das Instituto Español de San Francisco Javier para Misiones Extranjeras (kurz IEME; deutsch Spanisches Institut vom hl. Franz Xaver für die auswärtige Mission; lateinisch Institutum Hispanicum Sancti Francisci Xaverii pro Missionibus Exteris) ist eine Gesellschaft apostolischen Lebens der römisch-katholischen Kirche.
Auf Initiative des spanischen Weltpriesters Gerardo Villota wurde die Gesellschaft 1899 in Burgos gegründet und am 3. April 1919 durch den Heiligen Stuhl approbiert. In der Gesellschaft sind vornehmlich spanische Diözesanpriester engagiert. Sitz der Generalleitung ist Madrid, Spanien. 